# Chante Neruda
Chante Neruda es el segundo álbum recopilatorio de la banda chilena Quilapayún, publicado en 1983, que sucede a La marche et le drapeau de 1977.
El álbum fue realizado en conmemoración de los 10 años de la muerte del poeta chileno, ganador del Premio Nobel, Pablo Neruda. La primera y última canciones son inéditas, y están basadas en la obra del poeta. El título está en francés, y en castellano significa «El canto de Neruda».

## Lista de canciones
| N.º | Título                                                     | Letras       | Música                       | Duración |  |
| 1.  | «Complainte de Pablo Neruda» (inédito)                     | Louis Aragon | Eduardo Carrasco             |          |  |
| 2.  | «El árbol de los libres» (de Umbral)                       | Pablo Neruda | Rodolfo Parada               |          |  |
| 3.  | «Pido castigo» (de Adelante)                               | Pablo Neruda | Eduardo Carrasco (1)         |          |  |
| 4.  | «Playa del sur» (de Darle al otoño...)                     | Pablo Neruda | Hugo Lagos (2)               |          |  |
| 5.  | «Entre morir y no morir» (de Darle al otoño...)            | Pablo Neruda | S. Ortega & P. Rabbath (3,4) |          |  |
| 6.  | «Premonición a la muerte de Joaquín Murieta» (de Adelante) | Pablo Neruda | Eduardo Carrasco             |          |  |
| 7.  | «Un son para Cuba» (de Patria)                             | Pablo Neruda | Quilapayún                   |          |  |
| 8.  | «Continuará nuestra lucha» (de Patria)                     | Pablo Neruda | Rodolfo Parada (5)           |          |  |
| 9.  | «Monólogo de la cabeza de Murieta» (de Darle al otoño...)  | Pablo Neruda | E. Carrasco & P. Rabbath (3) |          |  |
| 10. | «Dos sonetos» (inédito)                                    | Pablo Neruda | Eduardo Carrasco             |          |  |

Notas
(1) Arreglos por Sergio Ortega y recitación por Denis Manuel.
(2) Arreglos por Eduardo Carrasco.
(3) Orquestación y dirección de orquesta por Pierre Rabbath.
(4) Con la participación de Catherine Ribero.
(5) Arreglos por Quilapayún.

## Créditos
Quilapayún
- Eduardo Carrasco
- Carlos Quezada
- Willy Oddó
- Hernán Gómez
- Rodolfo Parada
- Hugo Lagos
- Guillermo García
- Ricardo Venegas